# Du Fu (cràter)
Du Fu és un cràter d'impacte en el planeta Mercuri de 33 km de diàmetre. Porta el nom del pintor xinès Du Fu (712-770), i el seu nom va ser aprovat per la Unió Astronòmica Internacional el 2015.